# Janel Jorgensen
Janel Simone Jorgensen (18 maggio 1971) è un'ex nuotatrice statunitense.
Specializzata nella farfalla ha vinto la medaglia d'argento nella staffetta 4x100 m misti alle Olimpiadi di Seoul 1988.

## Palmarès
- Olimpiadi

1988 - Seul: argento nella staffetta 4x100 m mx.
- Giochi panamericani

1987 - Indianapolis: oro nella staffetta 4x100 m mx.